# Stictoptera brunneata
Stictoptera brunneata là một loài bướm đêm trong họ Noctuidae.